# Drypetes fanshawei
Drypetes fanshawei là một loài thực vật có hoa trong họ Putranjivaceae. Loài này được Sandwith mô tả khoa học đầu tiên năm 1952.